# Long Forgotten Songs: B-Sides & Covers 2000-2013
 (août 2013).
Pour les articles homonymes, voir Long Forgotten Songs: B-Sides & Covers 2000-2013.
Albums de Rise Against
Endgame
(2011)
Long Forgotten Songs: B-Sides & Covers 2000-2013 est le septième album studio du groupe punk rock américain Rise Against qui est sorti le 9 septembre 2013. Cet album reprendra les chansons qui ne sont pas présentes dans les albums précédents, et aussi quelques-unes en version acoustique.

## Liste des morceaux
| No  | Titre                  | Durée |
| --- | ---------------------- | ----- |
| 1.  | Historia Calamitatum   | 3:22  |
| 2.  | Death Blossoms         | 2:34  |
| 3.  | Elective Amnesia       | 3:54  |
| 4.  | Grammatizator          | 2:09  |
| 5.  | Blind                  | 2:34  |
| 6.  | Everchanging           | 4:21  |
| 7.  | Generation Lost        | 3:48  |
| 8.  | Dirt and Roses         | 3:13  |
| 9.  | Ballad of Hollis Brown | 5:11  |
| 10. | Sight Unseen           | 3:55  |
| 11. | Lanterns               | 3:51  |
| 12. | Making Christmas       | 3:27  |
| 13. | Join the Ranks         | 1:28  |
| 14. | Built To Last          | 1:54  |
| 15. | Voice of Descent       | 1:59  |
| 16. | Little Boxes           | 1:29  |
| 17. | Give It All            | 2:49  |
| 18. | Minor Threat           | 1:40  |
| 19. | Obstructed View        | 2:03  |
| 20. | But Tonight We Dance   | 2:47  |
| 21. | Nervous Breakdown      | 2:08  |
| 22. | Gethsemane             | 2:29  |
| 23. | Boy's No Good          | 1:19  |
| 24. | Any Way You Want It    | 2:57  |
| 25. | Sliver                 | 2:03  |
| 26. | The Ghost of Tom Joad  | 8:37  |

## Musiciens
- Tim McIlrath – chanteur
- Joe Principe – bassiste, choriste
- Brandon Barnes – batteur
- Zach Blair – guitariste, choriste

## Production
- Bill Stevenson – producteur, ingénieur
- Jason Livermore – producteur, ingénieur